# Moteur Fiat Twin Air
Le moteur Twin Air de Fiat est un moteur bicylindre en ligne conçu par Fiat Powertrain Technologies dans le cadre de sa famille de petits moteurs à essence utilisant la technologie de levée variables des soupapes à commande hydraulique MultiAir de Fiat.
Disponibles dans une variété de véhicules du groupe Fiat en variantes turbocompressées et atmosphérique, le moteur se distingue par sa taille, sa masse, sa consommation et ses émissions de CO2 réduites.
Lors des prix du moteur international de l'année 2011, le 875 cm3 TwinAir a remporté le prix du meilleur moteur de moins de 1 litre de cylindrée, du meilleur nouveau moteur, du moteur le plus écologique et du moteur international de l'année. Dean Slavnich, rédacteur en chef d'Engine Technology International et coprésident de l'International Engine of the Year Awards, a qualifié le TwinAir de « grand moteur dans l'histoire ».
En 2021, le moteur n'est disponible que sur la fiat panda 4x4 et certains journalistes estiment qu'il cessera d'être produit dans les années qui suivent.

## Développement et lancement

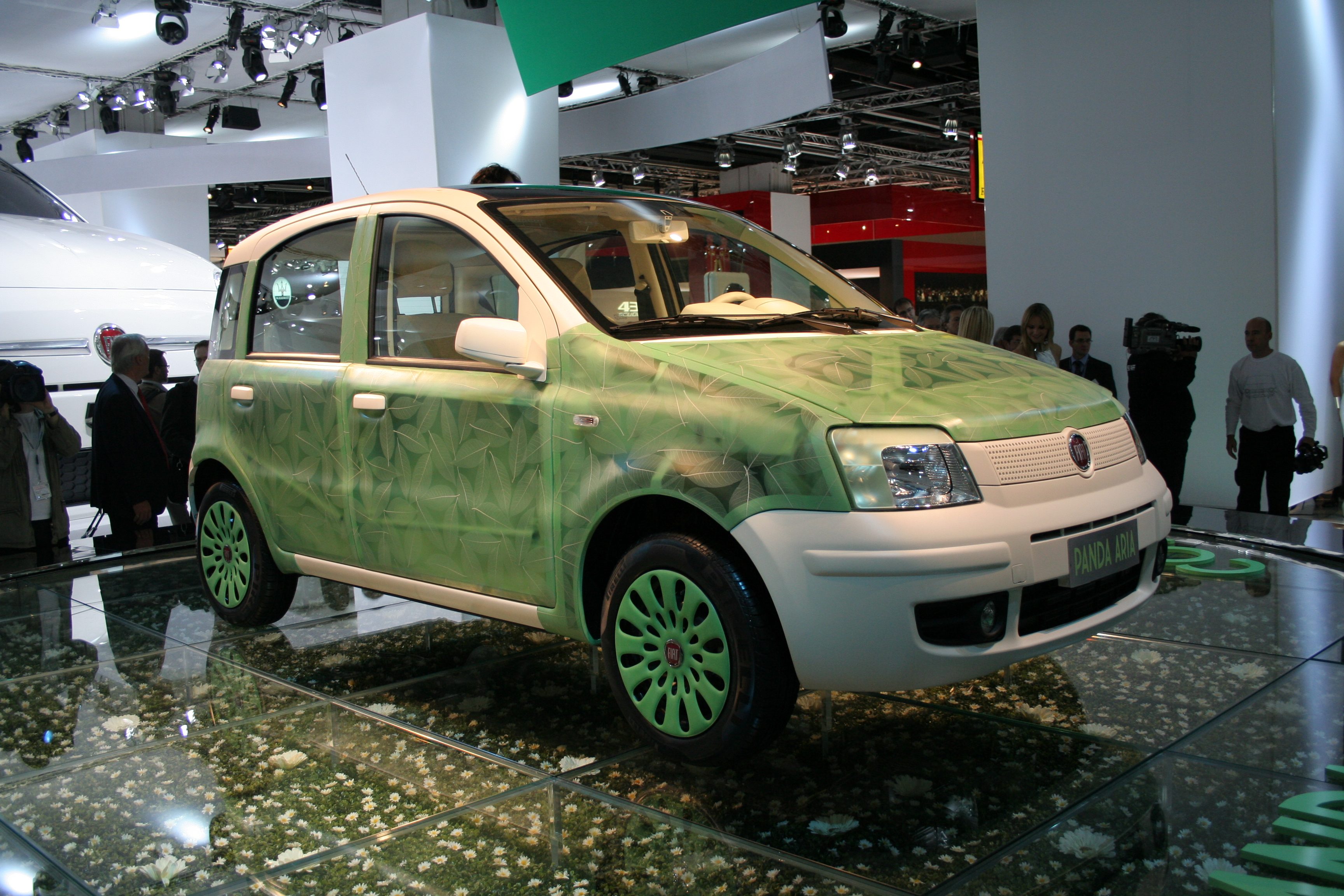
Fiat Panda Aria au salon de l'automobile de Francfort 2007

Le prototype TwinAir de Fiat a fait ses débuts au salon automobile de Francfort en 2007 dans le concept-car Fiat Panda Aria avec 80 ch (59 kW), turbocompresseur, disponible en essence et hydrogène GNC.
Le moteur de série TwinAir a été présenté au Salon de Genève 2010 en 85 ch (63 kW), essence turbocompressé et est devenu disponible plus tard en 2010 dans la Fiat 500.
Plus tard, il a également été lancé dans d'autres véhicules du groupe Fiat tels que la Punto en 2012. Le 1,0 L 60 ch (44 kW) atmosphérique est devenu disponible sur la Fiat Panda en 2012 et la 500 sur certains marchés, ainsi que deux autres variantes turbocompressées de 0,9 L : le moteur 80 ch essence/CNG (sur Panda, 500L et Ypsilon) et l'unité 105 ch (sur MiTo, Punto, 500L et 500).

## Conception
C'est un moteur bicylindre en ligne avec 4 soupapes par cylindres, distribution à chaîne et simple arbre à cames en tête et injection multipoint.
Il est équipé d'un turbocompresseur et d'un arbre d'équilibrage lié au vilebrequin pour diminuer les vibrations.
La combustion se fait 1 fois par tour de vilebrequin (soit un intervalle de 360°).

## Applications
- Fiat 500
- Fiat Panda
- Fiat Tipo
- Fiat 500L
- Lancia Ypsilon
- Alfa Romeo MiTo
- Chrysler 200C EV (Concept)

## Prix
- Technobest 2010 [7]
- Les meilleures voitures 2011[8] :
  - Prix Paul Pietsch
- Moteur international de l'année 2011[9] :
  - Moteur international de l'année
  - catégorie sous 1 litre
  - Meilleur nouveau moteur
  - moteur le plus écologique
- Moteur international de l'année 2013 :
  - Meilleur moteur vert (bicarburant TwinAir CNG)

## Recherche
- Une étude polonaise dans laquelle on teste un moteur afin d'en connaitre les performances et les émissions révèle que lorsque le moteur est nourri de sans plomb 95, il a un meilleur couple et une meilleure puissance ; mais lorsqu'il est nourri de gaz naturel il a un meilleur rendement et des émissions plus faibles[10].